# Пет Онстад
Пет Онстад (англ. Pat Onstad, нар. 13 січня 1968, Ванкувер) — канадський футболіст, що грав на позиції воротаря, зокрема за національну збірну Канади, у складі якої — володар Золотого кубка КОНКАКАФ 2000 року.
По завершенні ігрової кар'єри — тренер і функціонер. З 2021 року — генеральний менеджер команди MLS «Х'юстон Динамо».

## Клубна кар'єра
Народився 13 січня 1968 року у Ванкувері. Грав у футбол на університетському рівні за команду «УБК Тандербердс», що представляла Університет Британської Колумбії.
1987 року уклав свій перший професійний контракт з місцевим «Ванкувер Вайткепс». Утім у дорослому футболі дебютував наступного року виступами за «Вінніпег Ф'юрі». Протягом більшої частини 1990-х виступав на батьківщині, встигнувши також пограти за «Торонто Бліззард», «Торонто Рокетс», «Монреаль Імпакт» та «Торонто Линкс».
Погравши протягом 1998–1999 років у США за «Рочестер Рінос», 2000 року був запрошений до лав шотландського «Данді Юнайтед», у складі якого, утім, у чемпіонаті так і не дебютував, після чого повернувся до Рочестера.
Найуспішніший період кар'єри голкіпера розпочався для нього вже у досить поважному як для футболіста віці — 2003 року 34-річний гравець приєднався до «Сан-Хосе Ерзквейкс», де став основним голкіпером і відразу ж допоміг команді стати чемпіоном MLS.
За три роки, у 2006, він перейшов до команди «Х'юстон Динамо», у складі якої ще двічі вигравав найпрестижнішу північноамериканську футбольну лігу. Залишив Х'юстон 2010 року, після чого 42-річний голкіпер ще декілька ігор провів за «Ді Сі Юнайтед».

## Виступи за збірні
1987 року залучався до складу молодіжної збірної Канади.
1988 року дебютував в офіційних матчах у складі національної збірної Канади.
1993 року був включений до заявки команди на тогорічний Золотий кубок КОНКАКАФ, а згодом був учасником переможного для канадців  Золотого кубка КОНКАКАФ 2000 року. Однак на обох цих турнірах був лише дублером Крейга Форреста. На початку 2000-х Форрест завершив виступи на полі, а в лише декількома місяцями молодшого Онтсада навпаки настав розквіт кар'єри. Він став основним воротарем канадців і взяв участь у ще двох континентальних першостях — 2003 та 2007 років.
Загалом протягом кар'єри в національній команді, яка тривала 23 роки, провів у її формі 57 матчів.

## Кар'єра тренера і функціонера
Розпочав тренерську кар'єру відразу ж по завершенні кар'єри гравця, 2011 року, увійшовши до тренерського штабу клубу «Ді Сі Юнайтед», де пропрацював до 2013 року як асистент головного тренера. Згодом протягом 2014–2018 років працював на аналогічній посаді у команді «Коламбус Крю», а пізніше був її технічним директором.
2021 року був призначений генеральним менеджером «Х'юстон Динамо».

## Титули і досягнення

### Командні
- Володар Золотого кубка КОНКАКАФ (1): 2000
- Чемпіон MLS (3):

«Сан-Хосе Ерзквейкс»: 2003
«Х'юстон Динамо»: 2006, 2007

### Особисті
- Включений до символічної збірної MLS (2):

2003, 2005